# Magnus Månsson
Per Magnus Månsson, född 29 november 1955 i Södra Sandsjö församling är en svensk arkitekt.
Månsson är utbildad arkitekt vid Chalmers i Göteborg och har även studerat vid Konsthögskolan i Stockholm. Han anställdes 1979 vid Semrén Arkitektkontor AB (sedermera Semrén & Månsson Arkitektkontor AB) där han 1989-2010 var VD och från 2010 koncernchef. Månsson och hans arkitektkontor är upphovsmän till bland annat Avalon hotel på Kungsportsplatsen i Göteborg och Clarion Hotel Post vid Drottningtorget i Göteborg.
Månsson tilldelades 2009 vid Chalmers en treårig adjungerad professur i arkitektur med inriktning mot form och teknik.